# 马毅民
马毅民（1934年6月—2023年2月16日），男，中华人民共和国政治人物，曾任中华人民共和国物资部副部长、国内贸易部副部长。